# Zwergkaiserfische
Die Zwergkaiserfische (Centropyge) oder Herzogfische umfassen über 30 Arten.
Fast alle Arten leben in den Korallenriffen des Indopazifik. Centropyge argi und Centropyge aurantonotus leben im tropischen Westatlantik, von der Karibik bis zur brasilianischen Küste. Centropyge resplendens lebt isoliert bei der Insel Ascension im Atlantik. Ein Zwergkaiserfisch der afrikanischen Ostküstengebiete und des Bereiches Oman, Jemen ist Centropyge acanthops.

## Merkmale
Sie werden je nach Art sechs bis 19 Zentimeter lang. Wie alle Kaiserfische besitzen sie den typischen Dorn unten am Kiemendeckel und sind hochrückig und seitlich abgeflacht. Die Rückenflosse ist durchgehend. Die meisten Arten sind farbenfroh, es gibt jedoch auch düster gefärbte Vertreter, wie Centropyge nox. Eine abweichende Färbung der Jungfische wie bei vielen anderen Kaiserfischen gibt es bei den Zwergkaiserfischen nicht.

## Lebensweise
Zwergkaiserfische leben paarweise oder in Haremsgruppen, das heißt ein Männchen mit mehreren Weibchen, versteckt zwischen Korallenbeständen. Die Tiere ernähren sich hauptsächlich von Algen, daneben nehmen sie auch kleine Krebstierchen zu sich.

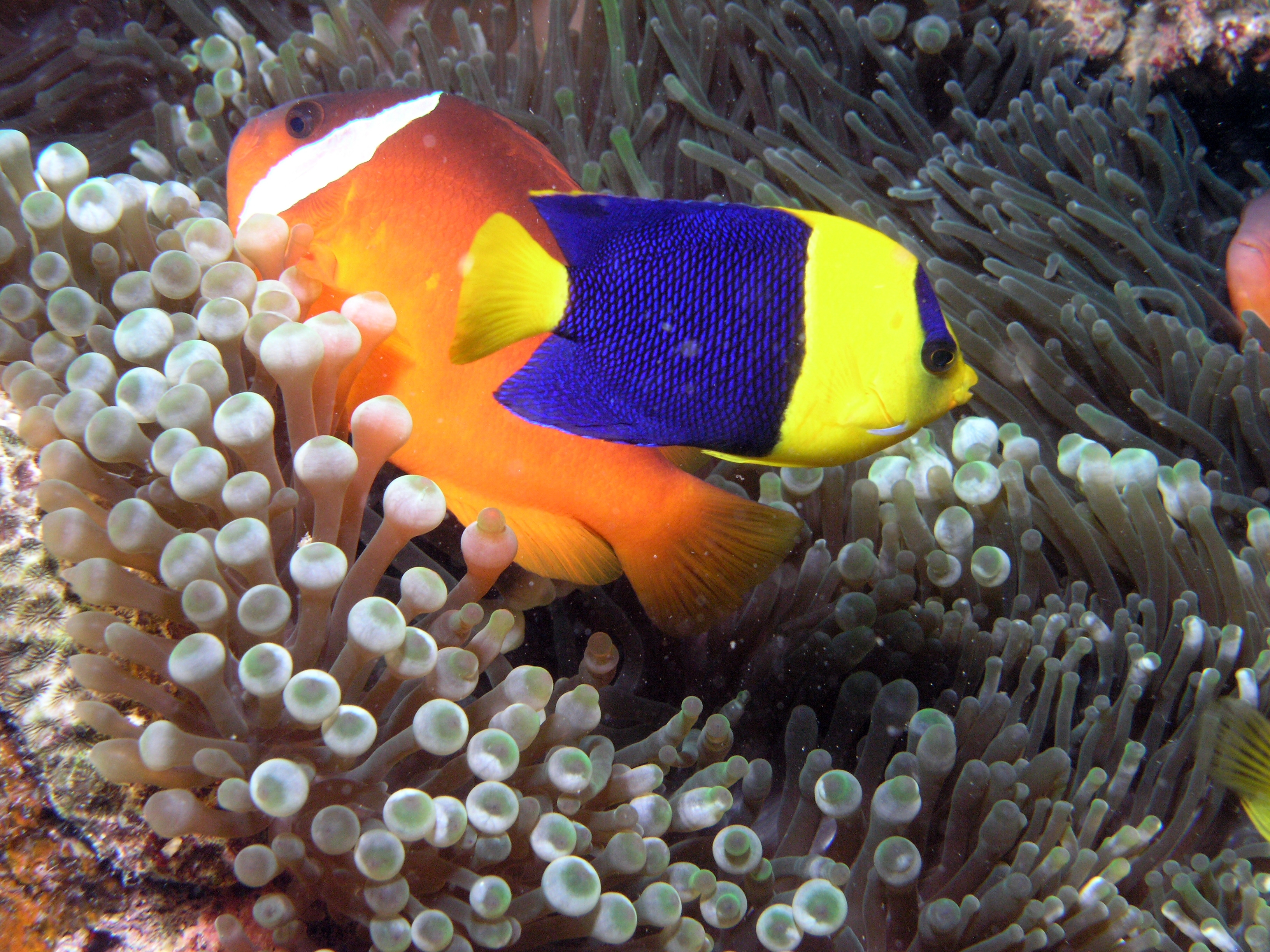
Blaugelber Zwergkaiserfisch (C. bicolor), im Hintergrund Barbers Anemonenfisch (Amphiprion barberi) mit der Symbioseanemone Entacmaea quadricolor.
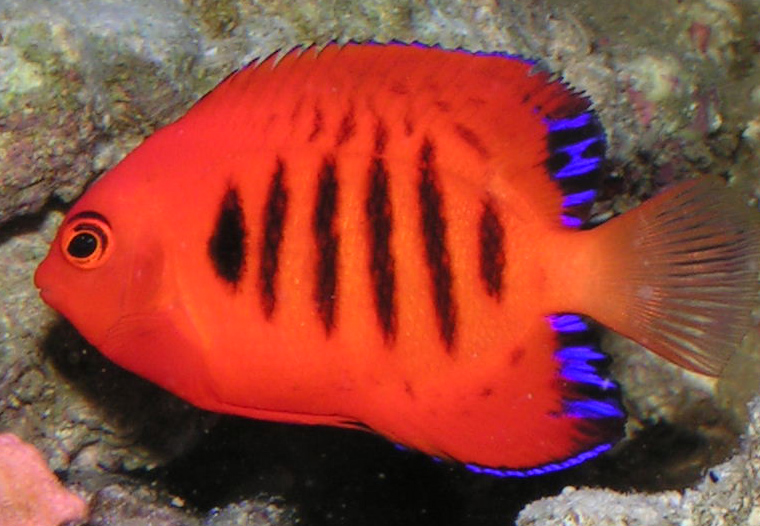
Flammen-Zwergkaiserfisch (C. loricula)
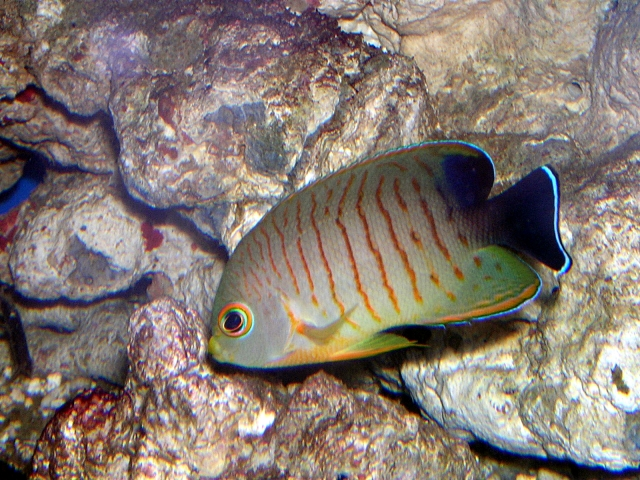
Eibls Zwergkaiserfisch (C. eibli)
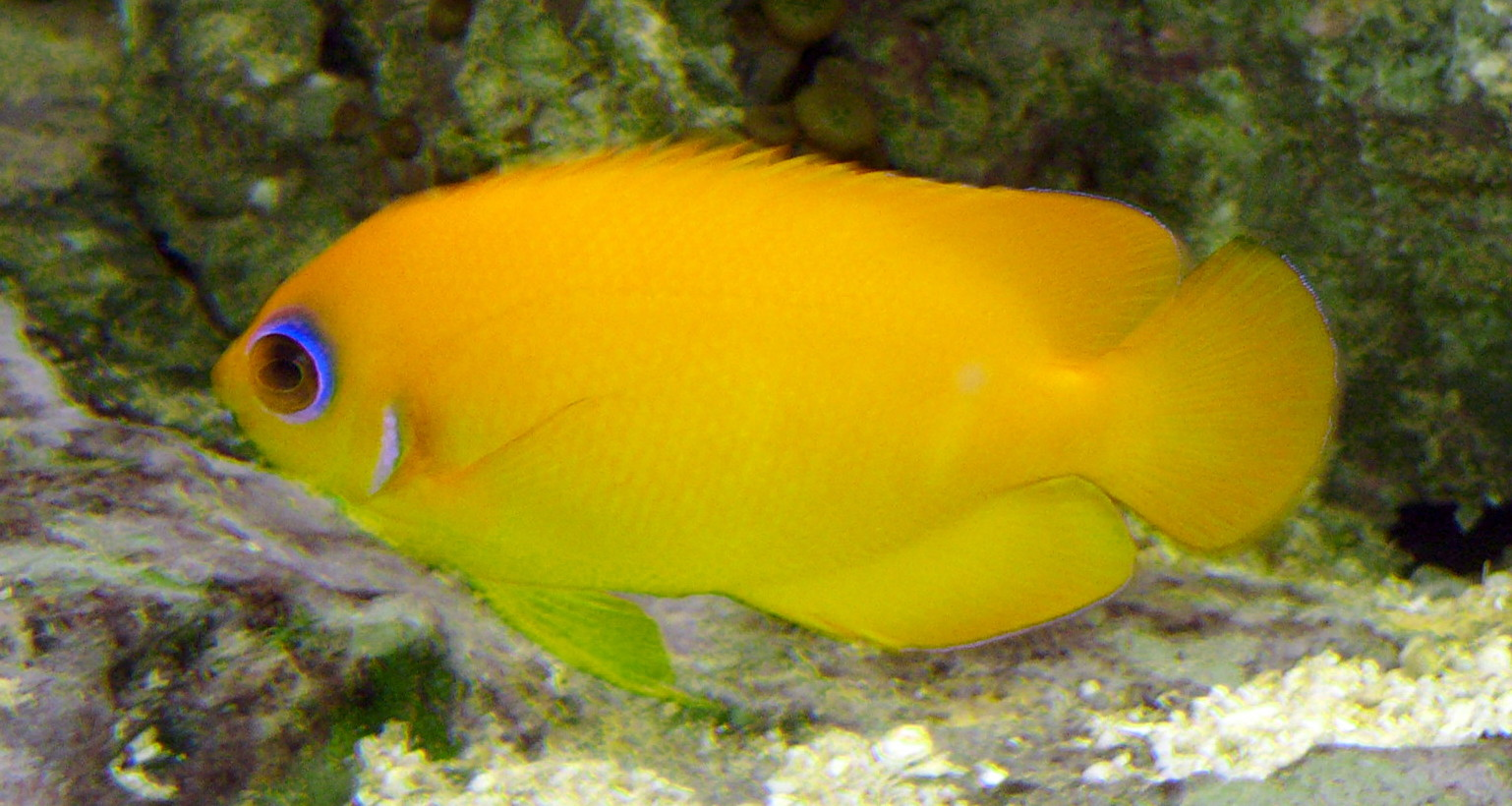
Zitronen-Zwergkaiserfisch (C. flavissima)
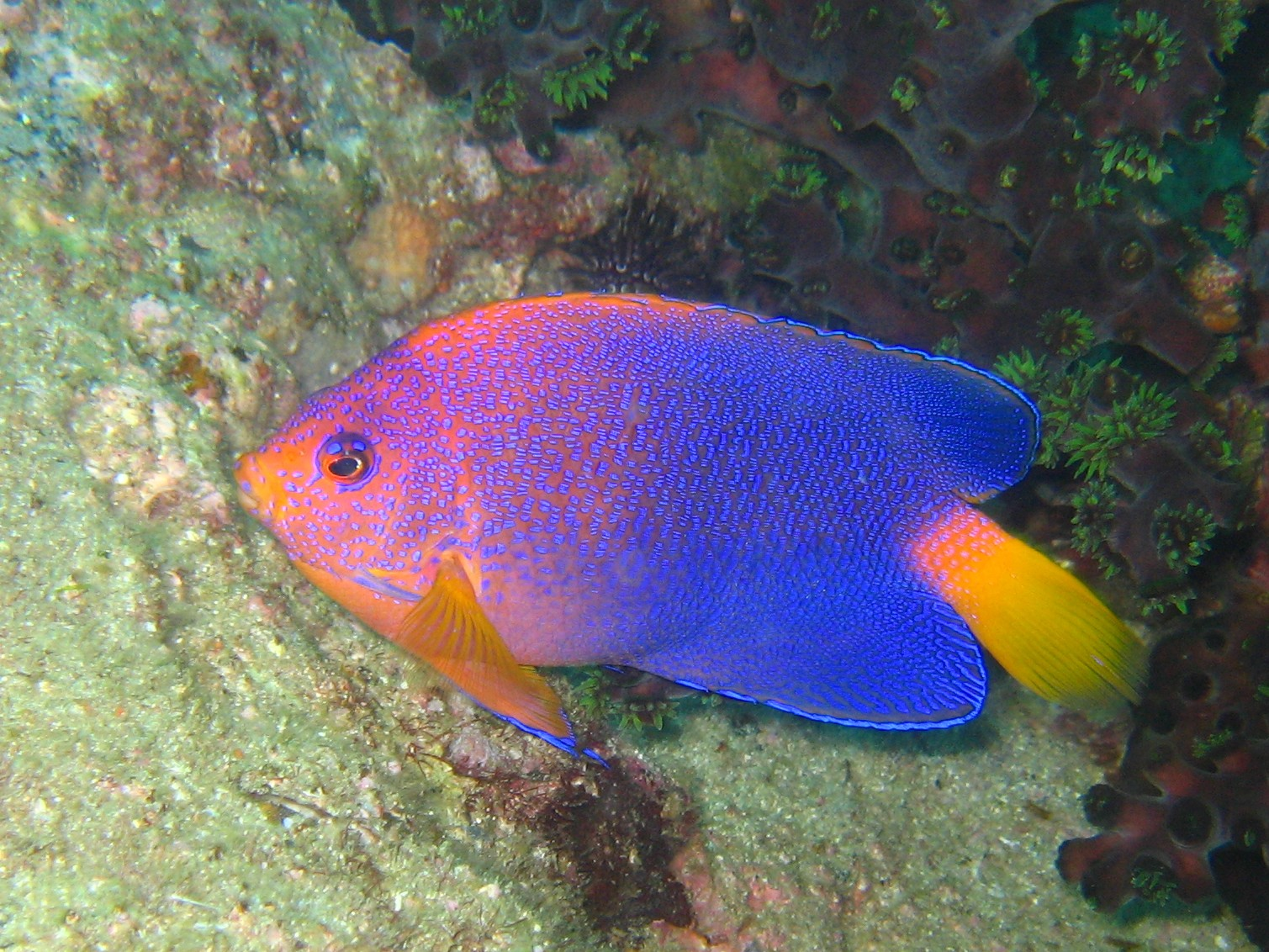
Japanischer Zwergkaiserfisch (C. interrupta)
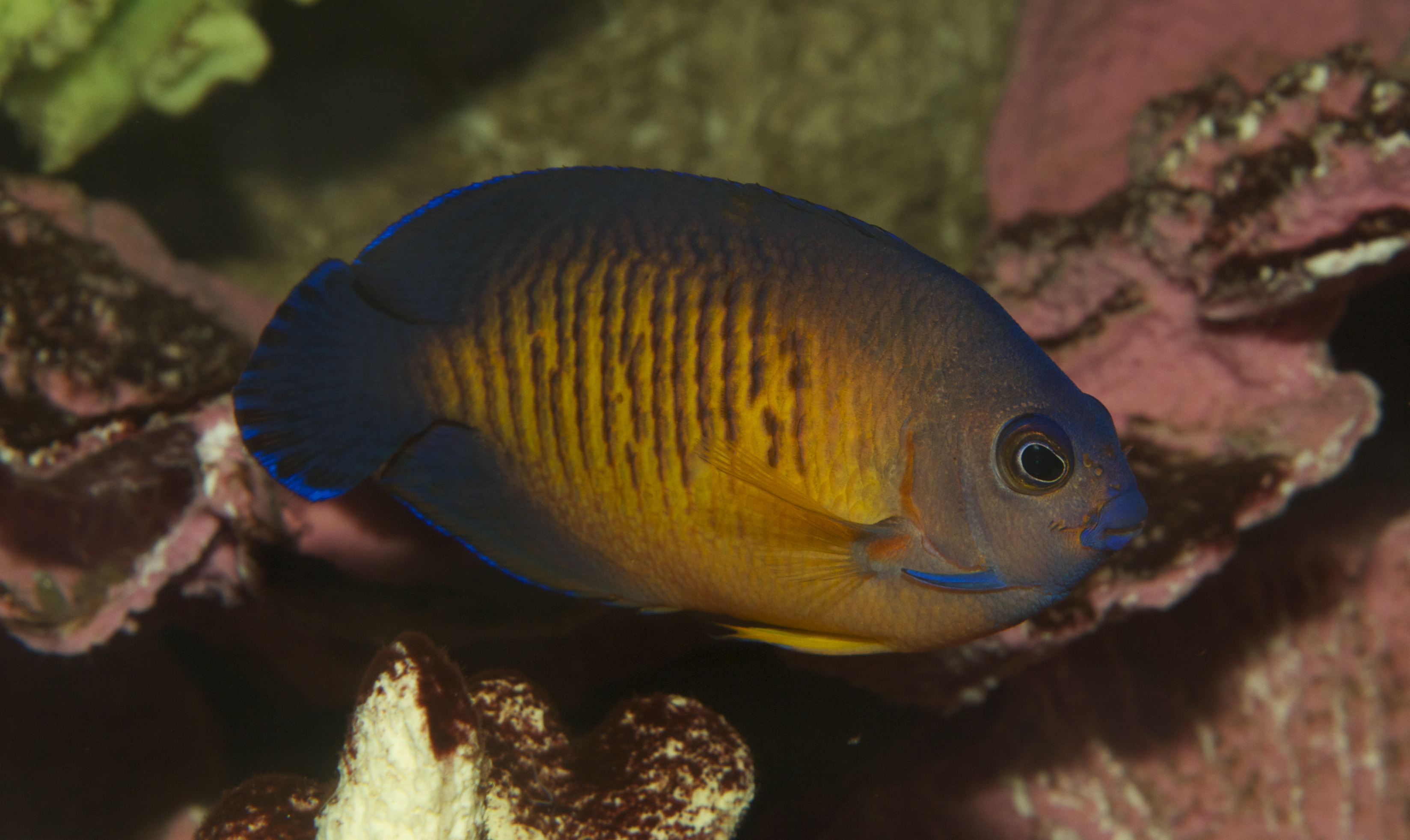
Brauner Zwergkaiserfisch (C. multispinis)
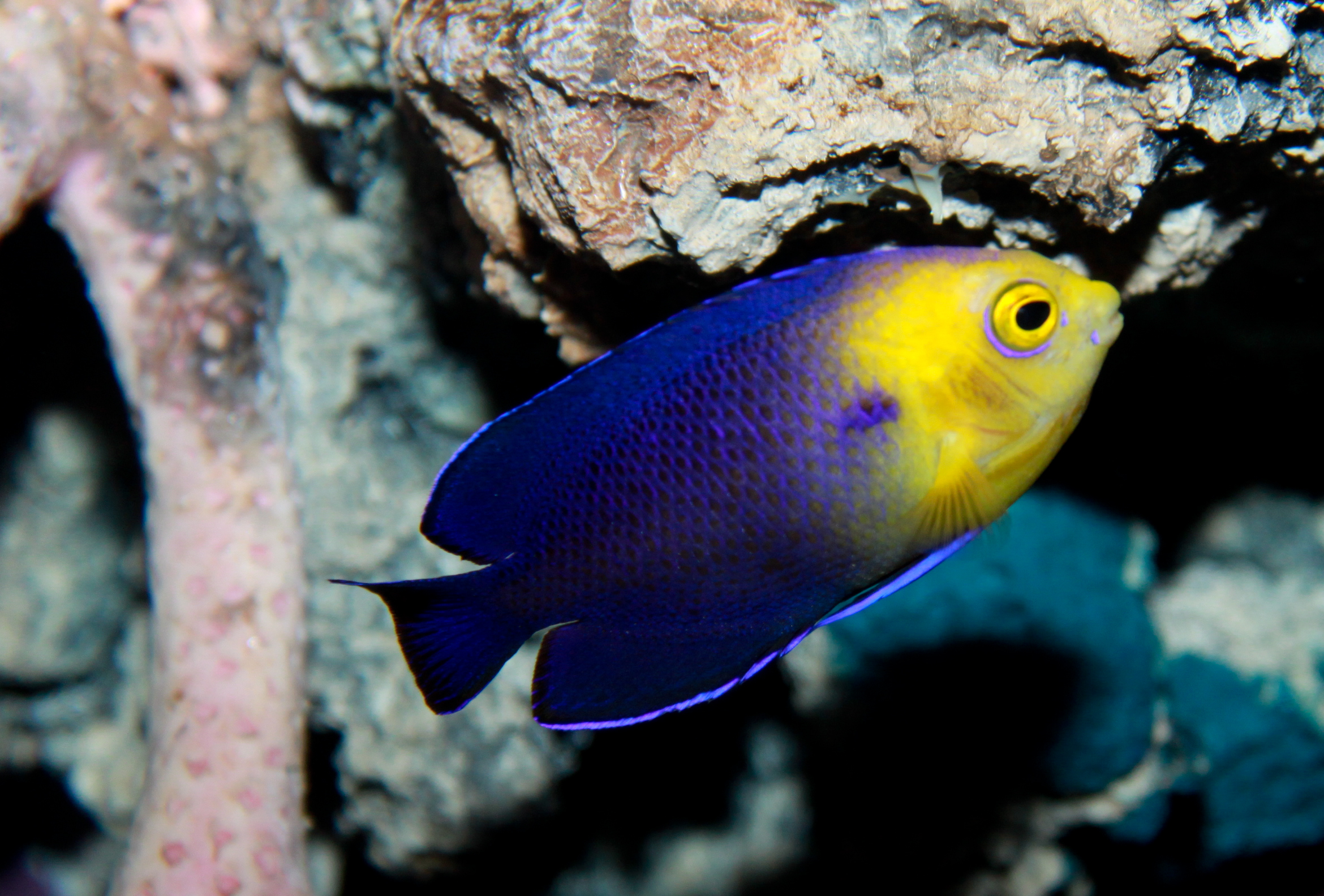
Blauer Zwergkaiserfisch (C. argi)
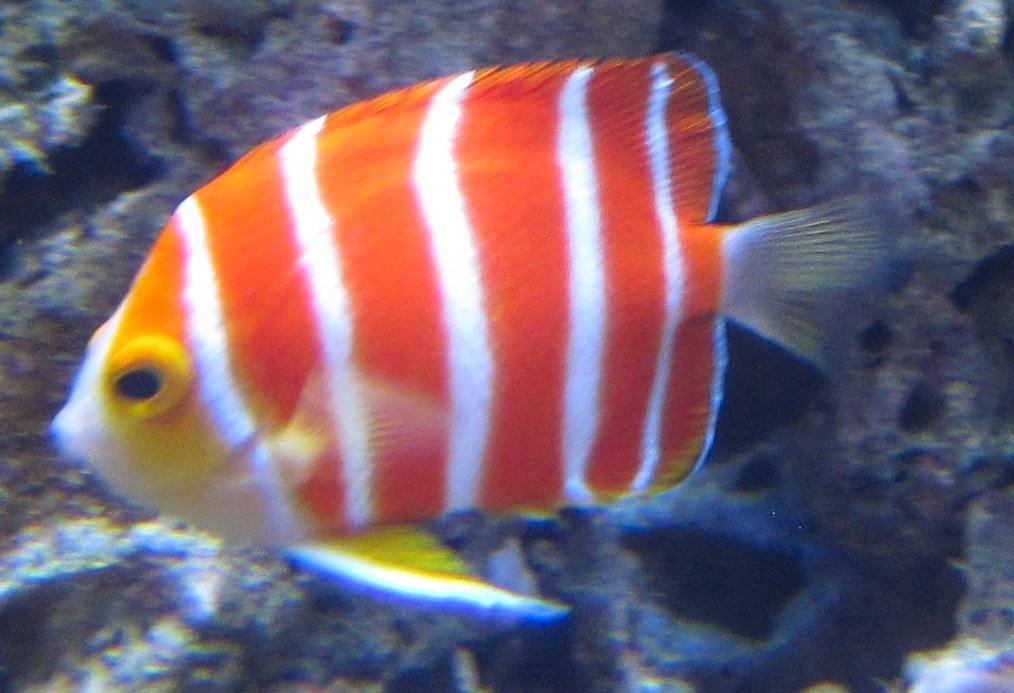
Cook-Zwergkaiserfisch (C. boylei)

## Systematik
Die Zwergkaiserfische sind eine der acht Kaiserfischgattungen. Sie werden in zwei Untergattungen unterteilt, Centropyge und Xiphypops.
Bisher wurden 33 Arten beschrieben. Da viele sehr versteckt leben, könnten immer noch neue Arten entdeckt werden. Andererseits ähneln sich einige Arten sehr und es könnte sich um lokale Farbvarianten schon bekannter Arten handeln. In freier Natur sind auch schon Hybriden zwischen verschiedenen Arten nachgewiesen worden. Auch diese Kreuzungen könnten als neue Arten beschrieben werden. Neuentdeckungen werden vor allem in größeren Tiefen zwischen 50 und 150 Metern gemacht.
- Untergattung Centropyge
  - Centropyge abei Allen, Young & Colin, 2006
  - Goldstreifen-Zwergkaiserfisch (Centropyge aurantia)  Randall & Wass 1974
  - Blaugelber Zwergkaiserfisch (Centropyge bicolor) (Bloch 1787)
  - Streifen-Zwergkaiserfisch (Centropyge bispinosa) (Günther 1860)
  - Centropyge cocosensis Shen, Chang, Delrieu-Trottin & Borsa, 2016
  - Colins Zwergkaiserfisch (Centropyge colini) Smith-Vaniz & Randall 1974
  - Blauer Mauritius-Zwergkaiserfisch (Centropyge debelius) Pyle 1990
  - Centropyge deborae Shen, Ho & Chang, 2012
  - Eibls Zwergkaiserfisch (Centropyge eibli) Klausewitz 1963
  - Rostbrauner Zwergkaiserfisch (Centropyge ferrugata) Randall & Burgess 1972
  - Mondstrahl-Zwergkaiserfisch (Centropyge flavipectoralis) Randall & Klausewitz 1977
  - Zitronen-Zwergkaiserfisch (Centropyge flavissima) (Cuvier 1831)
  - Heralds Zwergkaiserfisch (Centropyge heraldi) Woods & Schultz 1953
  - Osterinsel-Zwergkaiserfisch (Centropyge hotumatua) Randall & Caldwell 1973
  - Japanischer Zwergkaiserfisch (Centropyge interrupta) (Tanaka, 1918)
  - Kokos-Zwergkaiserfisch (Centropyge joculator) Smith-Vaniz & Randall 1974
  - Flammen-Zwergkaiserfisch (Centropyge loricula) (Günther 1874)
  - Vielfarben-Zwergkaiserfisch (Centropyge multicolor) Randall & Wass 1974
  - Brauner Zwergkaiserfisch (Centropyge multispinis) (Playfair 1867)
  - Nahackys Zwergkaiserfisch (Centropyge nahackyi) Kosaki 1989
  - Narkose Zwergkaiserfisch (Centropyge narcosis) Pyle & Randall 1993
  - Dreiaugen-Zwergkaiserfisch (Centropyge nigriocella) Woods & Schultz 1953
  - Mitternachts-Zwergkaiserfisch (Centropyge nox) (Bleeker 1853)
  - Potters Zwergkaiserfisch (Centropyge potteri) (Jordan & Metz 1912)
  - Shepards Zwergkaiserfisch (Centropyge shepardi) Randall & Yasuda 1979
  - Schlüsselloch-Zwergkaiserfisch (Centropyge tibicen) (Cuvier 1831)
  - Perlschuppen-Zwergkaiserfisch (Centropyge vrolikii) (Bleeker 1853)
  - Woodheads Zwergkaiserfisch (Centropyge woodheadi) Kuiter, 1998
- Untergattung Xiphypops, Jordan, 1922
  - Orangerücken-Zwergkaiserfisch (Centropyge acanthops) (Norman 1922)
  - Blauer Zwergkaiserfisch (Centropyge argi) Woods & Kanazawa 1951
  - Gelbrücken-Zwergkaiserfisch (Centropyge aurantonotus) Burgess, 1974
  - Hawaii-Zwergkaiserfisch (Centropyge fisheri)  (Snyder 1904)
  - Ascension-Zwergkaiserfisch (Centropyge resplendens) Lubbock & Sankey 1975
- möglicherweise zur Gattung Paracentropyge Burgess, 1991
  - Cook-Zwergkaiserfisch (Centropyge boylei) Pyle & Randall, 1992
  - Purpurmasken-Zwergkaiserfisch (Centropyge venusta (Yasuda & Tominaga, 1969))

## Aquarienhaltung
Zwergkaiserfische sind für die Haltung im Meerwasseraquarium wesentlich besser geeignet als die Großkaiserfische der Gattung Pomacanthus. Sie haben auch in Freiheit nur wenige Quadratmeter große Reviere und passen sich besser an die beengten Verhältnisse im Aquarium an. Da die Tiere Hermaphroditen sind, ist die Zusammenstellung der Paare kein Problem, wenn man zwei Tiere kauft, deren Größe deutlich unterschiedlich ist. Das kleinere Tier wird zum Weibchen, während das größere männlich wird. Problematisch kann die Neigung vieler Exemplare sein, an den Korallen zu knabbern. Das ist bei einzelnen Individuen verschieden und hängt nicht von der Art ab. Ein korallenfressender Zwergkaiserfisch kann den Bestand eines Aquariums in wenigen Tagen vernichten.

## Anmerkung
1. ↑  „Stachelsteiß“ (vgl. Pygocentrus), hier sogar „Stachelafter“ –  weil der Enddarm am ersten Afterflossenstachel bis zu dessen Spitze verläuft.